# Tony Bishop
Tony Bishop Jr. (ur. 16 lipca 1989 w Dallas) – amerykański koszykarz występujący na pozycjach niskiego lub silnego skrzydłowego, posiadający także panamskie obywatelstwo, reprezentant tego kraju, obecnie zawodnik BCM U FC Argeș Pitești.
7 listopada 2019 dołączył do PGE Spójni Stargard. 9 stycznia 2020 opuścił klub. 19 stycznia powrócił do składu rumuńskiego BCM U FC Argeș Pitești.

## Osiągnięcia
Stan na 20 listopada 2021, na podstawie, o ile nie zaznaczono inaczej.
College
- Mistrz NJCAA Division III (2009)
- Koszykarz roku NCJAA DIII (2009)
- Zaliczony do:
  - I składu NJCAA All-American (2009)
  - II składu All-Southland (2011)
  - honorable mention NJCAA All-America (2008)

Drużynowe
- Mistrz Danii (2018)
- Wicemistrz Portoryko (2021)[7]
- Zdobywca pucharu Danii (2018)
- Uczestnik rozgrywek:
  - FIBA Europe Cup (2017/2018 – 4. miejsce)
  - Ligi Mistrzów FIBA (2017/2018)

Indywidualne
- Uczestnik meczu gwiazd ligi:
  - litewskiej (2013)
  - duńskiej (2012)

Reprezentacja
- Uczestnik:
  - mistrzostw Ameryki (2017 – 12. miejsce)
  - Centrobasketu (2016 – 4. miejsce)
  - kwalifikacji do mistrzostw świata (2017 – 9. miejsce)